# Évreux
Évreux és un municipi francès, situat al departament de l'Eure, del que n'és la capital, i a la regió de Normandia. L'any 1999 tenia 51.198 habitants.